# 주뉴욕 타이베이 경제문화판사처

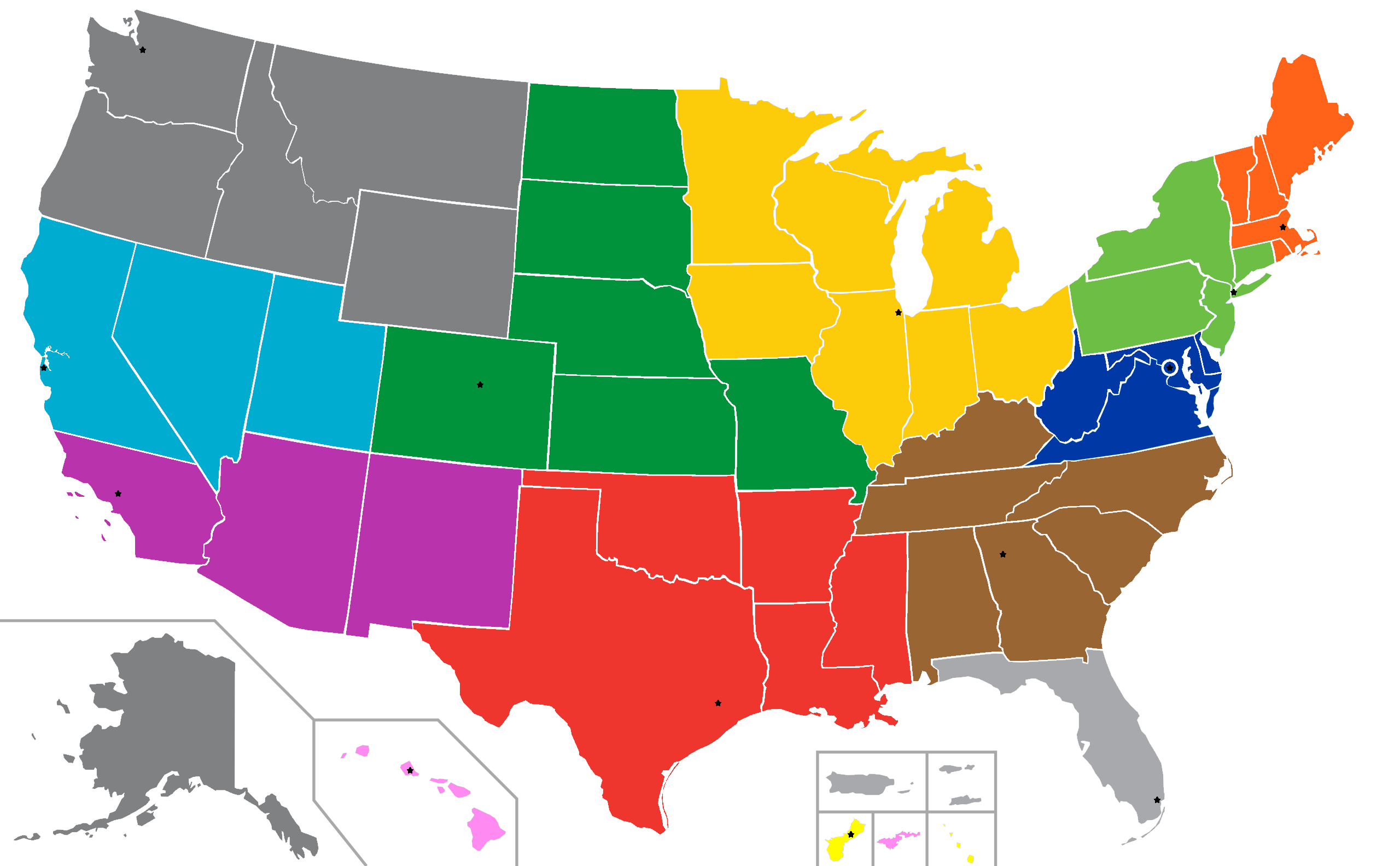
주뉴욕 타이베이 경제문화판사처 영사관할구역

주뉴욕 타이베이 경제문화판사처(중국어: 駐紐約臺北經濟文化辦事處, 영어: Taipei Economic and Cultural Office in New York)은 중화민국 외교부 주미국 타이베이 경제문화대표처 (대사관급)가 미국 뉴욕주 뉴욕에 설치한 총영사관급 공관이다. 유엔 관련 업무를 겸임하며, 처장은 이론상 주유엔 중화민국 대사 겸 주 뉴욕 총영사이다. 영사관할구역은 뉴욕주, 뉴저지주, 펜실베이니아주, 코네티컷주이다.

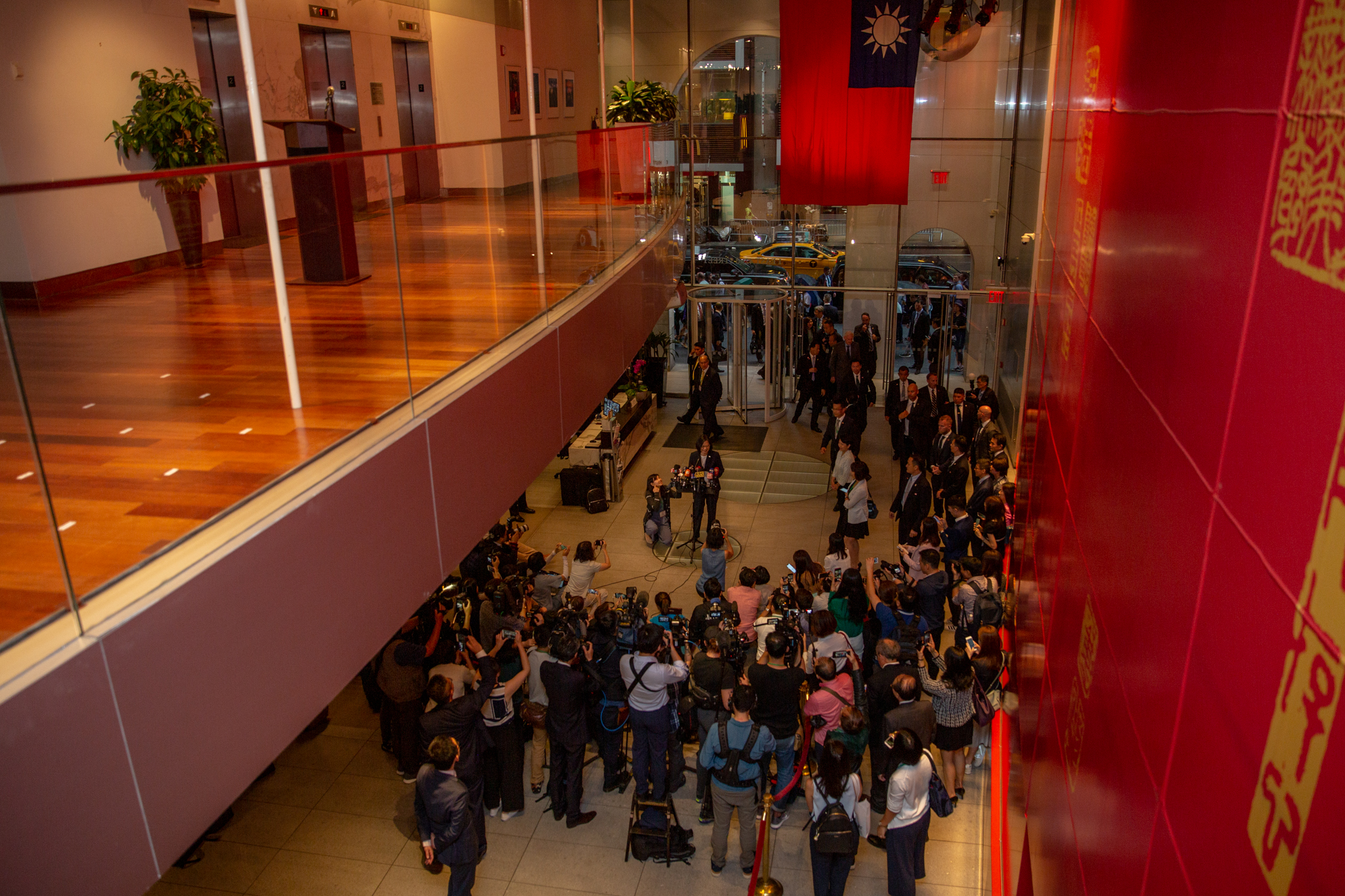
주뉴욕 타이베이 경제문화판사처의 로비.

2019년 7월 11일 차이잉원 중화민국 총통이 카리브해 우방국을 방문한 후 뉴욕을 경유했을 때 미국 동부시간 7월 11일 저녁 주 뉴욕 타이베이 경제문화판사처를 방문해 수교국 유엔대사와 환영 만찬을 진행하였다. 이것은 단교한 이후 중화민국 총통이 뉴욕에서 우방국 유엔대사와 회견하는 첫 사례이고, 총통이 미국 주재 중화민국 공관에서 진행한 첫 공개활동이다.

## 같이 보기
- 중화민국 외교부
- 주미국 타이베이 경제문화대표처
- 주뉴욕 대한민국 총영사관